# 中央党的建设工作领导小组
中央党的建设工作领导小组是中国共产党中央政治局领导的“党的建设”工作议事协调机构，1988年成立，负责对党建工作领域的重大问题进行决策。成员由主管党建工作的中共中央政治局常委、分管有关党务工作的中共中央政治局委员、中共中央书记处书记等人员组成。
首任小组组长是时任中央政治局常委、中纪委书记乔石。后来政治局常委、书记处书记、国家副主席胡锦涛担任过组长。在中共十八大之前，政治局常委、书记处书记、国家副主席习近平兼任小组组长，中纪委书记贺国强、中组部部长李源潮担任小组副组长。
现任组长由中央政治局常委、中央书记处书记蔡奇兼任。

## 组成人员
中央党的建设工作领导小组设组长、副组长、成员。
中央党的建设工作领导小组组长
1. 乔石
2. 胡锦涛
3. 习近平（2007年-2012年）
4. 蔡奇（2023年-）

中央党的建设工作领导小组副组长
1. 贺国强（2007年-2012年）
2. 李源潮（2007年-2012年）
3. 张春贤（2016年-年）
4. 李希（2023年-年）
5. 石泰峰（2025年-年）